# 조지 워싱턴의 종교적 견해

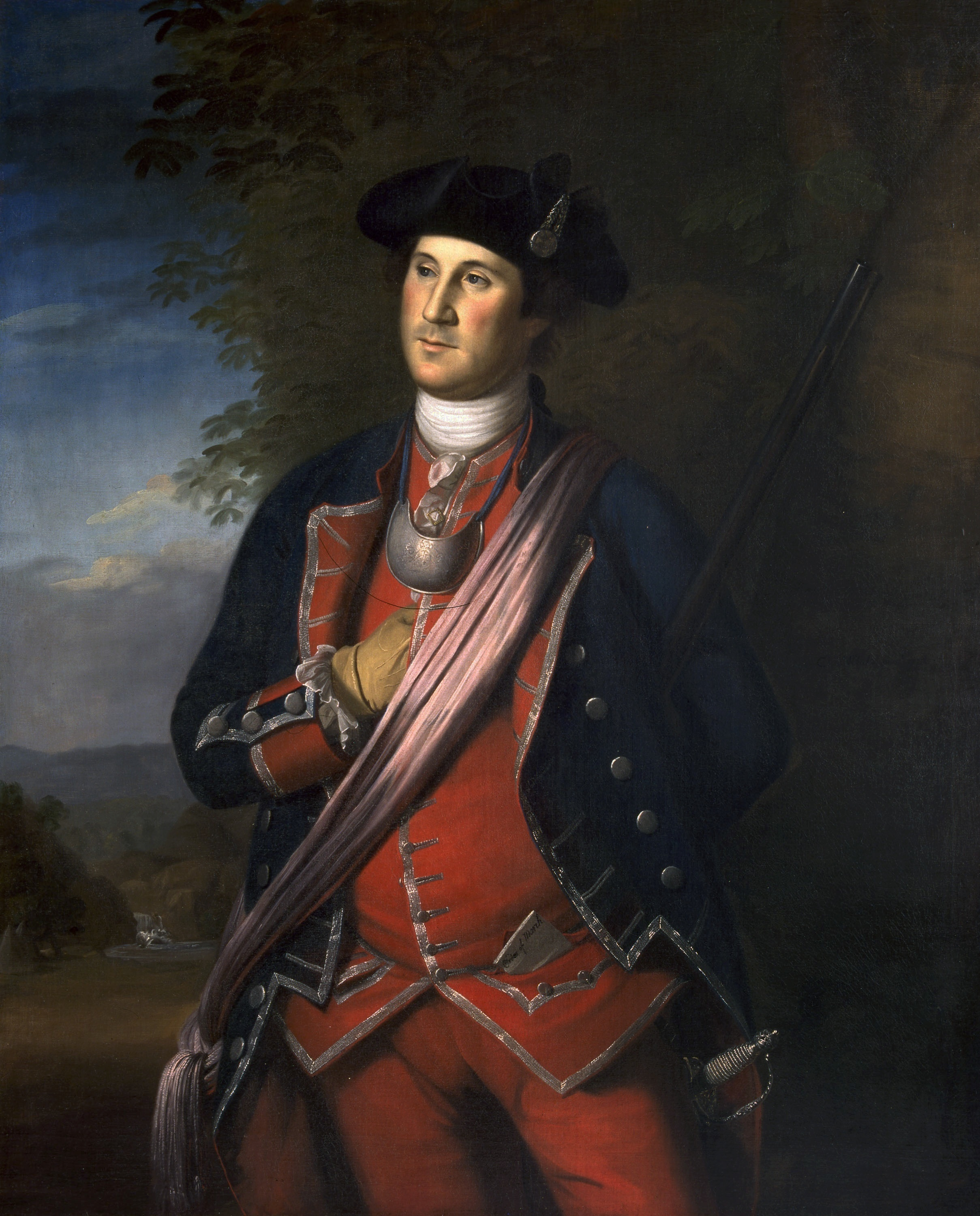
찰스 윌슨 필이 1772년에 그린 조지 워싱턴

조지 워싱턴의 종교적 견해는 오랫동안 논쟁의 대상이었다. 토머스 제퍼슨, 벤저민 프랭클린, 패트릭 헨리와 같은 다른 미국 건국의 아버지들 중 일부는 종교에 대한 글을 쓴 것으로 유명하지만, 조지 워싱턴은 자신의 종교적, 철학적 견해에 대해 거의 언급하지 않았다.
워싱턴은 평생 세계성공회동체에 다녔으며, 유아 세례를 받았다. 그는 자신이 다니던 여러 교회의 교인이었고, 버지니아주에 국교가 있었던 15년 이상 동안 성공회 교회 위원과 감사로 봉사했다. 젊은 시절 그는 프리메이슨에도 가입했는데, 프리메이슨 또한 사회를 위한 영적, 도덕적 가치를 증진했다. 그의 개인 서한과 공개 연설은 때때로 "섭리"를 언급했는데, 이는 기독교인과 이신론자 모두가 사용하는 하느님을 지칭하는 용어였다. 워싱턴의 종교적 관점은 1791년 뉴번 프리메이슨 롯지에서 워싱턴에게 메이슨 환영사를 전한 워십풀 마스터 프랜시스 로우소프 시니어와 같은 종교적, 정치적 인물들과의 관계에 의해 형성되었다. 워싱턴의 도덕적 가치는 1788년 6월 22일 존 래스럽 목사와의 서신에서도 추론할 수 있는데, 그는 목사의 활동을 칭찬하고 제안된 미국 헌법에 대한 자신의 지지를 논의했다.

## 성공회 소속
워싱턴의 고조할아버지인 로렌스 워싱턴 (1602년–1653년)은 잉글랜드의 성공회 목사였다.
조지 워싱턴은 1732년 4월 유아 세례를 통해 잉글랜드 국교회의 교인이 되었다. 이 교회는 1776년까지 버지니아의 국교였다. 성인이 된 워싱턴은 지역 교구의 교회 위원으로 봉사했다. 버지니아 식민지 시대의 버지니아에서는 1758년 워싱턴이 선출된 버지니아주 의원을 포함한 모든 수준의 공직 자격은 현재 국교와의 제휴와 반대 의견을 표명하거나 교회 교리에 부합하지 않는 어떤 행동도 하지 않겠다는 서약을 요구했다. 뉴욕 역사 학회 도서관에는 미국 역사가 벤슨 로싱이 자신의 "혁명 야전서"에 포함시킨 포히크 교회 기록의 한 페이지가 담긴 몇몇 필사본이 있었는데, 그 페이지에는 교회 위원으로 자격을 부여하기 위해 필요한 다음과 같은 서명이 있는 선서가 포함되어 있었다.
나 A B는 법으로 제정된 잉글랜드 교회 교리와 규율을 따를 것을 선언한다.
1765년 5월 20일.—토머스 위더스 코퍼, 토머스 포드, 존 포드.

8월 19일.
 — 조지 워싱턴, 대니얼 매카티 [...]
워싱턴은 15년 이상 교회 위원 또는 감사로 봉사했다. 버지니아의 교회 위원회는 각 교회의 통치 기관이었다.
영국 군주가 잉글랜드 국교회 최고 통치자이며, 그 성직자들이 군주에게 우월성 서약을 맹세하므로, 미국 교회들은 미국 독립 혁명 이후 미국 성공회를 설립했다. 버지니아의 종교자유령 (1786년)은 교회를 폐지했지만, 공공 자금으로 매입한 일부 토지는 보존했다. (잉글랜드 국교회 전통을 공유하는 교단들은 세계성공회동체를 통해 연합되어 있다.)

## 종교 예배 참석
워싱턴은 여러 교회에 헌금했다. 그의 목사인 리 매시 목사는 "나는 워싱턴처럼 교회에 꾸준히 참석하는 사람을 본 적이 없다"고 썼다. 그러나 워싱턴의 개인 일기는 그가 마운트 버넌에 있을 때 정기적으로 예배에 참석하지 않고 대부분의 일요일을 편지 쓰기, 사업 처리, 여우 사냥 또는 다른 활동을 하며 보냈음을 나타낸다. 전기 작가 폴 레이체스터 포드는 다음과 같이 썼다.
그의 일일 "나의 시간은 어디서 어떻게 쓰이는가"는 그가 얼마나 자주 교회에 갔는지를 말해주는데, 1760년에는 16번, 1768년에는 14번 갔다.
워싱턴이 마운트 버넌에 있을 때, 그의 첫 교구는 포히크 교회로, 마운트 버넌에서 seven 마일 (11 km) 떨어져 있었다. 알렉산드리아 (버지니아주)에 있는 그의 두 번째 교구는 nine 마일 (14 km) 떨어져 있었다.
특히 정치적 업무로 여행할 때 워싱턴은 교회 예배에 참석할 가능성이 더 높았다. 필라델피아에서 열린 제1차 대륙회의 기간 동안 7번의 일요일 중 워싱턴은 세 번 교회에 갔고, 성공회, 퀘이커, 가톨릭 예배에 참석했다. 대통령으로서 두 번의 임기 동안 전국을 순회하면서 워싱턴은 각 도시에서 종교 예배에 참석했으며, 때로는 하루에 세 번까지 참석했다.

## 성찬
워싱턴이 성찬식을 받았다는 기록은 불분명하다. 워싱턴이 자주 참석했던 4개 교회 목사들은 그가 성찬식 전에 정기적으로 예배를 떠났다고 기록했다.
종교 의식과 설교 예배가 끝난 후 워싱턴은 대부분의 회중과 함께 교회를 나갔고, 아내 마사는 성찬식에 참여하는 신도들과 함께 남아 성찬을 받았다. 한 가지 분명한 사례에서 필라델피아 세인트 피터스 성공회 교회의 제임스 애버크롬비 목사는 이러한 관행에 반대하여, 자신의 의무라고 생각하고 설교 중 높은 지위에 있는 사람들이 성찬을 받음으로써 모범을 보이지 않는 것에 대해 불만을 표했다. 그는 나중에 그 발언이 대통령을 겨냥한 것이었음을 인정했고, 실제로 워싱턴은 그 발언이 자신을 겨냥한 것이라고 생각했다. 워싱턴은 나중에 저녁 식사에서 한 의원과 이 사건에 대해 논의하며 그에게 그 목사의 진실성과 솔직함을 존경하며, 자신의 모범이 아무런 영향력도 없다고 생각했다고 말했다. 성찬식에 참여하는 사람이 아니었던 워싱턴은 만약 그가 성찬식에 참여하기 시작한다면 그것이 목사의 발언 때문에 대통령이 자신의 종교를 과시하는 가식적인 행동으로 보일 것이라고 느꼈다. 역사가 폴 F. 볼러는 큰 전쟁을 촉진하는 데 도움을 주었던 워싱턴이 "성찬을 받을 적절한 상태"가 아니라는 생각에서 성찬을 자제했으며, 워싱턴이 단순히 자신의 위선적인 행동이라고 생각하는 것에 탐닉하고 싶지 않았다고 주장한다. 이 사건 이후 워싱턴은 성찬식 주일에는 그 교회에 전혀 참석하지 않게 되었다고 믿어진다.
1915년 엘리자베스 스카일러 해밀턴의 증손자는 할머니가 97세였을 때(약 1854년) "누군가 조지 워싱턴이 교회에서 성찬을 받은 사람이 아니라고 말하면, 당신의 증조할머니가 '그녀가 이 성찬대 난간에서 그의 옆에 무릎을 꿇고 그와 함께 성찬을 받았다'고 말하라고 했다고 말하라"고 말했다고 전했다.
그럼에도 불구하고, 당시에는 교인들이 성찬에 참여하지 않는 것이 드문 일도 아니었다.

## 세례
위에서 언급했듯이, 워싱턴은 1732년 4월 유아로서 잉글랜드 국교회 (성공회)에서 세례를 받았다.
미국 독립 전쟁 중 워싱턴이 밸리 포지에서 대륙군의 침례교 군목 존 게이노에 의해 다시 세례를 받았다는 주장이 제기되었다. 워싱턴 전기 작가 루퍼트 휴즈는 게이노 목사가 워싱턴의 군대가 아닌 조지 클린턴의 군대에서 복무했으며, 위치는 때때로 밸리 포지로 때때로 포토맥강으로 주어졌고, 게이노가 밸리 포지에 있었다는 문서화된 증거가 없으며, 게이노 자신의 서신이나 그의 전기에도 이 사건이 일어났음을 시사하는 내용이 없고, 42명의 평판 좋은 증인 중 아무도 이 사건을 문서화하지 않았다고 판단했다.
워싱턴 자신은 조카 프랜시스 루이스, 조카 필딩 루이스와 찰스 루이스, 캐서린 반 랜슬러(필립 스카일러의 딸), 조지 워싱턴 콜팩스(윌리엄 콜팩스의 아들) 및 벤자민 링컨 리어(토비아스 리어의 아들)를 포함한 여러 아이들의 대부였다.

## 공개 서한 및 연설
워싱턴은 개인 및 공개 서한에서 146번 "하느님"이라는 단어를 사용했는데, 그 중 상당수는 그의 공개 연설에서였다. "하느님께 감사하다", "하느님께서 아시다", "하느님을 위하여", "오 하느님!"과 같이 일반적으로 사용되는 문구도 있었지만, 워싱턴이 하느님과 그의 섭리에 대해 사려 깊은 표현을 사용한 다른 많은 예들이 있다.
1776년 7월 9일 뉴욕 본부에서 워싱턴은 일반 명령을 내렸는데, 그 중 관련 부분은 "천상의 축복과 보호는 항상 필요하지만, 특히 공공의 고난과 위험의 시기에는 더욱 그러하다—장군은 모든 장교와 병사가 조국의 가장 소중한 권리와 자유를 수호하는 기독교 병사로서 살고 행동하도록 노력하기를 바라고 믿는다"고 쓰여 있었다. 워싱턴은 평생 동안 의로움의 가치와 "천상의 축복"을 구하고 감사하는 것에 대해 이야기했다. 워싱턴은 자주 "섭리"에 대해 이야기했다. 가톨릭 역사가이자 철학자인 마이클 노박은 당시의 성공회 평신도들은 예수 그리스도의 이름을 거의 언급하지 않았다고 썼다. 가장 유명한 언급은 1779년 아메리카 원주민 대표단에게 보낸 편지에 나왔다. 그 편지는 보좌관의 필체였고, 론 처노, 앙리크스, 프리먼을 포함한 주요 전기 작가들은 워싱턴이 아닌 보좌관이 썼다고 말한다.
우리 예술과 삶의 방식을 배우기를 바라는 것은 잘하는 일이며, 무엇보다도 예수 그리스도의 종교를 배우는 것이 좋다. 이것들이 당신들을 지금보다 더 위대하고 행복한 민족으로 만들 것이다. 의회는 이러한 현명한 의도를 돕기 위해 모든 노력을 다할 것이며, 우정과 연합의 매듭을 너무 단단히 묶어서 아무것도 풀 수 없게 할 것이다.
워싱턴은 1783년 "주지사들에게 보내는 회람 서한"에서 다음과 같은 기도문에서 예수를 "우리의 축복받은 종교의 신성한 저자"로 언급했다.
이제 나는 진심으로 기도합니다. 하느님께서 당신과 당신이 통치하는 주를 당신의 거룩한 보호 아래 두시고, 시민들의 마음을 정부에 복종하고 순종하는 정신을 함양하도록 이끄시며, 서로에게, 그리고 미국 전체의 동료 시민들에게, 특히 전장에서 복무한 형제들에게 형제애와 사랑을 가지게 하시며, 마지막으로 하느님께서 우리 모두를 자비를 베푸시어 정의를 행하고, 자비를 사랑하며, 우리의 축복받은 종교의 신성한 저자의 특징이었던 자선, 겸손, 그리고 평화로운 마음가짐으로 자신을 처신하게 하시옵소서. 그리고 이러한 일들에서 그분의 모범을 겸손히 모방하지 않는다면, 우리는 결코 행복한 국가가 될 수 없을 것입니다.
대륙회의가 1778년 단식의 날을 승인했을 때, 워싱턴은 그의 병사들에게 다음과 같이 말했다.
존경하는 의회는 22일 수요일을 금식, 겸손 및 기도의 날로 지정하여 아메리카 합중국이 동시에 한 목소리로 섭리의 의로운 섭리를 인정하고 우리와 우리 군대에 대한 그분의 선하심과 자비를 간청하고 간구하도록 적절하다고 생각하였다. 장군은 이 날 또한 군대에서 경건하게 지켜져야 하며, 어떤 일도 하지 말고, 군목들은 이 기회에 적합한 설교를 준비하도록 지시한다.
워싱턴은 공화정 정부에 종교가 중요하다고 믿었다. 알렉산더 해밀턴이 쓰고 그 자신이 수정한 1796년 조지 워싱턴의 고별 연설에서, 그는 특이한 구조의 정신에 대해서는 어떨지 몰라도, 종교 없이 국민 전체가 오랫동안 도덕적일 것이라고 기대하는 것은 비현실적이라고 말했다. 또한 그는 국가 도덕성이 좋은 정부에 필수적이며, 정치인들은 국가 도덕성을 지지하는 종교를 소중히 여겨야 한다고 말했다.
정치적 번영으로 이끄는 모든 성향과 습관 중에서, 종교와 도덕성은 필수적인 지지대이다. 이 위대한 인류 행복의 기둥들, 즉 인간과 시민의 의무에 대한 가장 확고한 지지대들을 전복시키려고 노력하는 자는 애국심이라는 찬사를 헛되이 주장할 것이다. 경건한 사람과 마찬가지로 단순한 정치인도 그것들을 존중하고 소중히 여겨야 한다. 한 권의 책으로는 사적인 행복과 공적인 행복과의 모든 연관성을 추적할 수 없을 것이다. 간단히 묻자면, 법정에서 조사의 도구인 맹세에서 종교적 의무감이 사라진다면, 재산, 명성, 생명에 대한 안전은 어디에 있겠는가? 그리고 우리는 도덕성이 종교 없이 유지될 수 있다는 가정을 신중하게 받아들여야 한다. 특이한 구조의 정신에 대한 세련된 교육의 영향력을 인정할 수 있겠지만, 이성과 경험 모두 종교적 원칙을 배제하고 국가 도덕성이 우세할 것이라고는 기대할 수 없다고 말한다. 본질적으로 덕성 또는 도덕성은 대중 정부의 필수적인 원동력이다. 이 규칙은 실제로 모든 종류의 자유 정부에 크든 작든 적용된다. 그것에 진실한 친구인 자가 그 구조의 기초를 흔들려는 시도를 무관심하게 지켜볼 수 있겠는가?
워싱턴은 알렉산더 해밀턴이 작성한 "국가 도덕성"이 "일반적으로 받아들여지고 신성하게 권위 있는 종교의 도움을 필요로 하지 않는가?"라는 더 강한 어조의 추가 문장을 거부했다.
수십 년 동안 워싱턴은 미국 대통령 취임 선서에 "하느님께서 도우시길"이라는 말을 추가하는 전통을 시작한 것으로 알려졌지만, 미국 의회도서관, 미국 상원 역사 사무소, 마운트 버넌의 전문가들은 그러한 주장을 뒷받침할 증거가 없다고 말했다. 첫 번째 취임식에 대한 상세한 동시대 목격자 진술 중 어느 것도 워싱턴이 그 표현을 사용했다고 언급하지 않았으며, 이는 헌법이 규정하는 취임 선서의 일부도 아니다. 워싱턴이 이 말을 추가했다고 처음 진술한 작가는 1854년 루퍼스 윌모트 그리즈월드와 1857년 워싱턴 어빙이다. (미국 의회도서관에 따르면, 이 문구가 취임식에서 사용된 가장 초기의 기록은 워싱턴의 첫 취임식보다 거의 한 세기 뒤인 체스터 아서 대통령에 의해서였다.)
첫 취임 연설에서 워싱턴은 새로운 국가가 "섭리의 특별한 작용 아래 있었다"는 믿음을 강조했다.
워싱턴은 육군 총사령관으로서 종교를 언급하는 여러 성명을 발표했다. 스팍스는 워싱턴 장군이 그의 군대에 종교적 의무를 다하고 미국 군대에 "천상의 축복을 간구"하도록 요구하는 명령을 내렸다고 인용했다.
대통령 임기 초, 의회의 요청에 따라 그는 1789년 10월 3일 최초의 추수감사절 공휴일 선포를 발표했다. 이 선포는 주지사들에게 보내졌으며, "이 주들의 백성들"이 "존재했던, 현재 존재하는, 그리고 존재할 모든 선한 것의 자비로운 저자인 위대하고 영광스러운 존재"에게 봉사하는 날로 할당한다. 이는 젊은 나라의 국민들에게 다음과 같은 일들에 대해 하느님께 감사할 것을 촉구한다: 혁명 전쟁을 통해 그들을 보호하고 그 이후 경험한 평화; "평화롭고 합리적인 방식으로" 미국 헌법이 제정되도록 허락한 것; 그들이 소유한 "시민적 및 종교적 자유"; 그리고 "일반적으로, 그분께서 우리에게 베푸신 모든 위대하고 다양한 은혜들." 이 선포는 또한 "모든 나라가 전능하신 하느님의 섭리를 인정하고, 그분의 뜻에 순종하며, 그분의 은혜에 감사하고, 겸손히 그분의 보호와 은혜를 간구하는 것이 의무이다"라고 명시한다. 이는 미국 국민들에게 기도하고 하느님께 "우리의 국가적 및 기타 범죄를 용서하시고"; 국가 정부가 현명하고 공정하게 되도록 허락하시며; 모든 국가를 "보호하고 인도하시고"; "참된 종교와 덕목, 그리고 과학의 증가"를 증진하시며; "모든 인류에게 그분만이 가장 좋다고 아시는 정도의 세속적 번영을 허락하시옵소서"라고 간청함으로써 끝난다.

## 개인적인 글
워싱턴은 젊은 사람들에게 보낸 편지, 특히 입양한 자녀들에게 보낸 편지에서 진실, 인격, 정직을 강조했지만 특정 종교적 관행과 관련된 내용은 거의 언급하지 않았다. 미국 의회도서관에 보관된 워싱턴의 서류를 연구한 분석가들은 프리메이슨 롯지와의 서신이 "우주의 위대한 건축가"에 대한 언급으로 가득하다고 말한다.
그의 후년에 그가 지었다고 알려진 기도문은 매우 많이 편집되었다. 한 수집가가 (약 1891년) 그에게 (젊은 시절) 귀속시킨 미완성 기독교 기도문은 워싱턴 서류의 편집자 워딩턴 C. 포드와 스미스소니언 협회에 의해 진정성 부족으로 거부되었다. 워싱턴이 작성한 문서와 비교한 결과 그의 필적이 아닌 것으로 나타났다.
1785년 조지 메이슨에게 보낸 편지에서 그는 "사람들이 자신들이 공언하는 [종교]를 지원하도록 강제하는" 법안에 대해 경고하는 사람들 중에는 자신이 없다고 썼지만, 그러한 조치를 통과시키는 것은 "현명하지 못하다"고 느꼈고, 공공 평온을 방해할 것이라고 믿으며 그러한 제안이 결코 없었기를 바랐다.

## 종교적 관용에 대한 지지
워싱턴은 모든 종교와 거의 모든 종교적 관행이 인간에게 유익하다고 믿었다. 대통령 재임 중에는 여러 교회의 일요 예배에 참석했다.

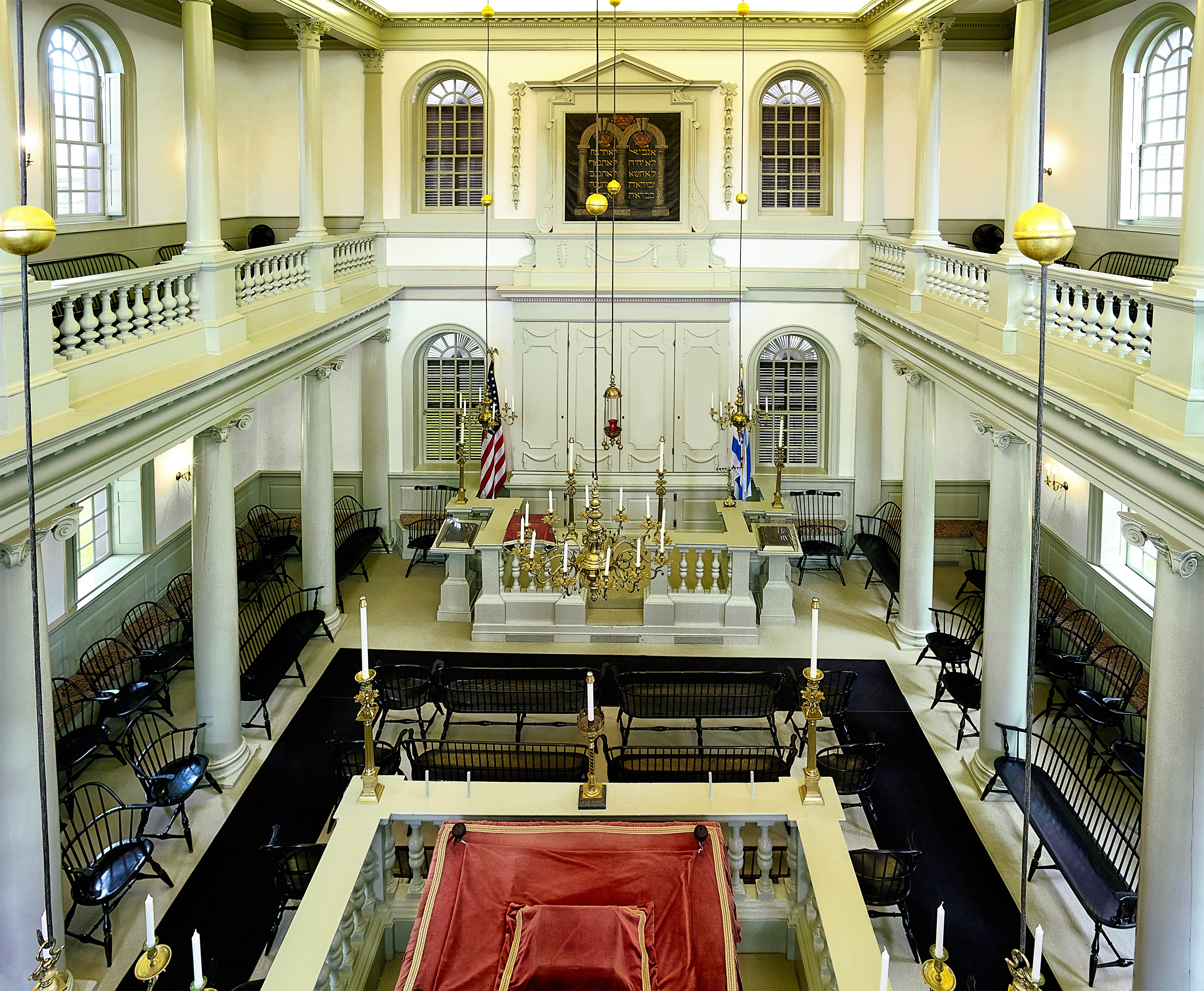
워싱턴이 미국 내 종교의 자유를 지지하는 유명한 서한을 보낸 투로 유대교 회당 내부 모습

워싱턴은 종교적 관용과 종교의 자유의 초기 지지자였다. 1775년, 그는 그의 군대에게 가이 포크스의 밤에 교황의 인형을 불태워 반가톨릭 정서를 드러내지 말라고 명령했다.
워싱턴은 프리메이슨 단체의 회원이었는데, 이 단체는 워싱턴이 살던 당시 회원들에게 "어리석은 무신론자나 비종교적인 자유사상가가 되지 않을 것"을 요구했으며, 이는 다른 종교적 신념이나 소속에 관계없이 하느님을 믿어야 한다는 것을 의미했다.
일부 전기 작가들은 많은 미국 건국의 아버지들 (특히 워싱턴)이 국가지도자로서 국가 내에 불필요한 분열을 초래하지 않기 위해 교리와 교파 문제에 대해 침묵을 지켜야 하며, 대신 일반적인 종교가 가르치는 미덕을 증진해야 한다고 믿었다고 주장한다.

### 관용
마운트 버넌에서 노동자를 고용할 때 그는 자신의 대리인에게 다음과 같이 썼다.
그들이 좋은 노동자라면 아시아, 아프리카 또는 유럽 출신일 수 있고, 무슬림, 유대인 또는 어떤 교파의 기독교인일 수도 있고, 무신론자일 수도 있다.

#### 로드아일랜드 뉴포트의 히브리 회중에게 보내는 서한
1790년 워싱턴은 로드아일랜드주 뉴포트의 히브리 회중에게 보낸 서한에서 종교적 관용에 대한 자신의 지지를 표명했다.
아메리카 합중국의 시민들은 확대되고 자유로운 정책, 즉 모방할 가치가 있는 정책을 인류에게 보여준 것에 대해 스스로를 칭찬할 권리가 있다. 모든 사람은 양심의 자유와 시민권의 면역을 동등하게 소유한다. 이제는 관용이 마치 한 계층의 사람들이 다른 계층의 고유한 자연권을 행사하는 것을 허용하는 것처럼 이야기되지 않는다. 왜냐하면 다행히도 미국 정부는 편견에 대한 제재를 가하지 않고 박해에 대한 지원을 하지 않으며, 단지 그 보호 아래 사는 사람들이 모든 경우에 효과적인 지원을 제공함으로써 선량한 시민으로 처신할 것을 요구하기 때문이다.
워싱턴은 1790년에 유대인 공동체에 두 통의 다른 편지를 썼다. 하나는 서배너의 공동체에 보내는 것이었고, 다른 하나는 뉴욕, 필라델피아, 찰스턴 (사우스캐롤라이나주), 리치먼드 (버지니아주)의 유대인 공동체에 보내는 공동 서한이었다.

## 목격자 증언
워싱턴이 아침 예배를 드리는 것을 목격한 증언들이 존재한다. 재러드 스팍스는 워싱턴의 조카 조지 W. 루이스로부터 다음과 같은 증언을 기록했다. "루이스 씨는 우연히 [워싱턴의] 개인적인 기도 시간을 아침과 저녁 모두 그의 서재에서 목격했다고 말했다. 그럴 때마다 그는 무릎을 꿇고 성경을 펼쳐놓은 채 기도하는 것을 보았으며, 이것이 그의 일상적인 습관이었다고 믿는다." 스팍스는 또한 워싱턴의 양녀인 엘리노어 파크 커스티스 루이스가 워싱턴의 종교적 견해에 대한 정보 요청에 대해 "그는 날씨와 도로 사정이 허락하는 한 알렉산드리아의 교회에 10마일(편도 2~3시간 말 또는 마차)을 타고 다녔다. 뉴욕과 필라델피아에서는 몸이 좋지 않아 결석한 경우를 제외하고는 아침 예배에 빠진 적이 없었다"고 썼다고 보고한다. 그녀는 계속해서 "교회에서 그보다 더 경건하게 예배에 참석하는 사람은 없었다"고 말했다. 그녀는 덧붙였다. "나는 그가 기독교를 확고히 믿는다는 것을 의심하는 것이 가장 큰 이단이라고 생각했을 것이다. 그의 삶, 그의 글은 그가 기독교인이었음을 증명한다. 그는 사람들에게 보이기 위해 행동하거나 기도하는 사람이 아니었다." 결론적으로 넬리는 워싱턴 장군이 기독교인이었는지에 대한 질문에 답하려고 했다. 그녀는 "누군가 '워싱턴 장군은 자신을 기독교인이라고 나에게 공언했다'고 증명해야 할 필요가 있습니까? 그의 애국심, 그의 영웅적이고 사심 없는 조국에 대한 헌신을 의심하는 것과 마찬가지입니다. 그의 좌우명은 '말이 아닌 행동으로', 그리고 '하느님과 나의 조국을 위해'였습니다"라고 답했다.
독립전쟁 중 로버트 포터필드 장군은 자신이 "무릎을 꿇고 아침 기도에 몰두하고 있는 그를 발견했다"고 진술했다. 알렉산더 해밀턴은 포터필드의 증언을 "그것이 그의 가장 꾸준한 습관이었다"고 말하며 뒷받침했다. 독립전쟁과 대통령 재임 기간 동안 워싱턴을 잘 알던 한 프랑스 시민은 "매년 그는 아침 5시에 일어난다. 일어나자마자 옷을 입고 경건하게 하느님께 기도한다"고 진술했다. 실제로 워싱턴은 독립전쟁 몇 년 전 "새로운 시편 번역본과 좋은 평범한 활자가 있는" 기도서를 구입했다.
1800년 2월 1일, 워싱턴이 사망한 지 몇 주 후, 토머스 제퍼슨은 워싱턴의 퇴임 시 발생한 사건에 대해 자신의 일기에 다음과 같은 내용을 기록했다.
벤저민 러시 박사는 내가 애쉬벨 그린에게 들었다고 말한다. 워싱턴 장군이 정부에서 물러날 때 성직자들이 그에게 연설했는데, 그들은 그가 어떤 경우에도 기독교 종교에 대한 믿음을 보여주는 말을 대중에게 한 적이 없다고 보았다. 그래서 그들은 그가 기독교인인지 아닌지를 공개적으로 선언하도록 강요하는 방식으로 연설문을 작성해야 한다고 생각했다. 그들은 그렇게 했다. 그러나 그는 노련한 여우가 너무 교활해서 그들에게 당하지 않았다고 말했다. 그는 그들의 연설문의 모든 항목에 대해 특별히 답변했지만, 그 한 가지 항목은 언급하지 않고 넘어갔다. 러시는 그가 자신의 공개 문서에서 이 주제에 대해 단 한 번도 언급한 적이 없다고 지적했다. 군대에서 사임할 때 주지사들에게 보낸 고별 편지에서 기독교 종교의 자비로운 영향력에 대해 언급한 경우를 제외하고는 말이다.

나는 구버뇌르 모리스가 자신의 비밀을 알고 있다고 주장하고 실제로 그렇게 믿고 있었는데, 그가 워싱턴 장군이 자신만큼 그 체계를 믿지 않았다고 종종 나에게 말했다는 것을 안다.
1840년대에 노예제 폐지론자 신문들은 1796년 워싱턴 부부에게서 탈출한 노예 오니 저지와의 인터뷰와 증언을 실었다. 그래니트 프리먼의 한 기사는 다음과 같이 진술했다: "그녀는 워싱턴이 기도하는 것을 본 적이 없으며, 그가 기도하는 습관이 있었다고 믿지 않는다. '워싱턴 부인은 기도문을 읽었지만, 나는 그것을 기도라고 부르지 않는다.'" (인쇄된 기도문을 읽는 것은 일반적인 성공회 관행이라는 점을 명심해야 한다.) 또 다른 경우, 벤저민 체이스 목사는 리버레이터 (노예제 폐지론자 신문)에 보낸 편지에서 다음과 같이 썼다.
그녀는 워싱턴의 경건함과 기도에 대한 이야기가, 그녀가 노예였을 때 보고 들은 바에 따르면, 아무런 근거가 없다고 말한다. 그의 파티에서는 카드놀이와 와인 마시기가 주된 일이었고, 다른 어떤 날보다 일요일에 그러한 손님이 더 많았다.
두 경우 모두, 이러한 진술은 워싱턴이 노예를 소유했으므로 그의 성격을 비방하려는 의도였다. 예를 들어, 체이스는 계속해서 "나는 이것을 그의 반기독교적 성격을 보여주는 것으로, 노예 소유자였다는 단순한 사실이나 이 여성을 납치하려고 했다는 것보다 더 중요하게 여기지 않는다. 그러나 공동체의 마음속에서는 훨씬 더 큰 비중을 차지할 것이다"라고 썼다.

## 이신론과 학술적 견해
그의 생애 동안에도 사람들은 워싱턴이 기독교를 어느 정도 믿었는지 확신하지 못했다. 위에서 언급했듯이, 그의 동시대인들 중 일부는 그를 이신론자라고 불렀다. 그가 이신론자로 분류되는 것이 가장 적절한지 아니면 기독교인으로 분류되는 것이 가장 적절한지에 대한 논쟁은 오늘날까지도 계속되고 있으며, 일부 저술가들은 두 가지를 혼합한 것을 묘사하기 위해 다른 용어를 도입하기도 했다.
이신론은 그의 생애 동안 영향력 있는 세계관이었다. 워싱턴이 개인적이거나 공개적인 글이나 연설에서 "예수" 또는 "그리스도"라는 단어를 사용한 알려진 기록은 없다. 그가 서명했지만 직접 쓰지 않은 한 문서에는 델라웨어 인디언 추장들에게 "예수 그리스도의 종교"를 배우는 것이 그들이 할 수 있는 가장 중요한 일이라고 언급되어 있다. 또한 워싱턴은 개인 및 공개 서한에서 "하느님"이라는 단어를 146번 사용했다. 이 "하느님"에 대한 언급 중 일부는 "하느님께서 금하시기를" 또는 "하느님께서 함께 하시기를"과 같은 상투적인 문구이다. 일부 경우에는 하느님, 특히 인류사에 대한 그의 신성한 개입(일반적으로 섭리로 알려짐)에 대한 진지한 표현이다. 워싱턴은 일부 이신론자들 사이에서 인기가 있었던 "위대한 건축가"와 "섭리"와 같은 단어를 사용했다. 이러한 용어들은 프리메이슨들 사이에서도 흔히 사용되었다. 이신론자와 프리메이슨이 이러한 단어들을 사용했지만, 특히 "섭리"와 같은 단어들은 이신론자와 프리메이슨만 사용한 것이 아니라 워싱턴 시대의 기독교인들도 사용했다.
역사가 프레드 앤더슨은 워싱턴의 섭리가 "일반적으로 자비롭고 전능하며 편재하고 전지전능한 존재였지만, 복음주의 개신교인들이 받아들인 따뜻하고 사랑스러운 하느님과는 거리가 멀었다"고 말한다.
폴 F. 볼러 주니어는 "워싱턴은 불신자가 아니었다. 불신자라는 의미가 불신앙을 의미한다면 말이다. 워싱턴은 섭리에 대한 흔들림 없는 믿음을 가지고 있었고, 우리가 보았듯이 그는 여러 차례 공개적으로 이 믿음을 표명했다. 이것이 대중 소비를 위해 고안된 단순한 수사적 표현이 아니라는 것은 그의 개인 서한에서 섭리에 대한 끊임없는 암시에서 분명히 드러난다. 그의 사적 서신에 나타난 종교적 언급들을 신중하게 분석해 보면, 워싱턴이 이신론적인 방식으로 위대한 설계자에게 의존하는 것이, 예를 들어 랠프 월도 에머슨이 일상 세계의 끊임없이 변화하는 모습에 스며드는 보편적 정신에 대한 고요한 확신만큼이나 그의 삶에 깊이 뿌리내리고 의미 있는 것이었다고 믿을 만한 충분한 이유가 있다."
데이비드 L. 홈즈, 건국의 아버지들의 신념의 저자는 브리태니커 백과사전의 사이드바 기사에서 워싱턴을 기독교적 이신론자로 분류한다. 이러한 분류는 이신론의 일종의 종교적 스펙트럼을 의미한다. 홈즈는 또한 엄격한 이신론자와 정통 기독교인을 교회 출석, 세례, 성찬, 견진성사와 같은 종교 의식 참여, 종교적 언어 사용, 동시대 가족, 친구, 성직자 및 지인들의 의견을 통해 구별한다. 이러한 특정 매개변수와 관련하여 홈즈는 워싱턴의 종교적 행동이 정통 기독교인과 엄격한 이신론자 사이의 어딘가에 속하기 때문에 그를 기독교적 이신론자로 묘사한다. 워싱턴이 분명히 성찬 참여자가 아니었고, 교회 출석이 불규칙했으며, 종교 의식에 참여할 필요를 느끼지 않았음에도 불구하고, 홈즈는 그의 하느님에 대한 언급이 엄격한 이신론적 용어를 닮았지만 자비와 신성한 본질이라는 기독교적 차원을 추가하기 때문에 그를 기독교적 이신론자로 분류한다. 또한 홈즈는 워싱턴의 "기독교에 대한 헌신은 그의 마음속에 분명했다"고 언급하며, 워싱턴 자신의 종교적 자기 분석이 그가 정통적이지 않다고 주장하는 비평가들의 주장만큼이나 주목할 만한 가치가 있다고 시사했다.
역사가이자 워싱턴 전문가인 프랭크 E. 그리자드 주니어는 "섭리"를 워싱턴 종교 신앙의 핵심 특징으로 강조하며, "섭리"가 워싱턴이 하느님을 지칭하는 데 가장 자주 사용한 용어였음을 지적했다.
워싱턴이 섭리에 부여한 자질들은 그가 섭리를 "전능하고", "자비롭고", "선량한" 존재로 이해했으며, "무한한 지혜"로 인류의 일에 "보이지 않는 작용"을 통해 정의를 베푸는 존재로 보았음을 보여준다.
2006년 웨스트민스터 신학교 총장인 피터 릴백은 자신의 비영리 단체를 통해 워싱턴의 종교적 신념에 관한 방대한 책을 출간했다. "조지 워싱턴의 신성한 불"이라는 제목의 이 책은 워싱턴이 당시의 틀 내에서 정통 기독교인이었다고 주장했으며, 글렌 벡 쇼에서 홍보를 통해 주목을 받았다. 릴백은 이신론 가설을 반증했다고 주장한다. 릴백은 최근에 이전 역사가들이 접근할 수 없었던 증거가 다음과 같이 보여준다고 설명했다.
워싱턴은 자신을 "열렬한", "간절한", "경건한", "독실한"이라는 단어를 사용하여 자주 언급했다. 워싱턴이 직접 손으로 쓰고 자신의 말로 작성한 100개가 넘는 기도문이 그의 글에 있다....그는 방대한 글에서 "이신론자"라는 단어를 단 한 번도 사용하지 않았지만, 종종 종교, 기독교, 그리고 복음을 언급했다....역사가들은 워싱턴을 이신론자로 만들려는 마법을 더 이상 허용해서는 안 된다. 과거에 그렇게 하는 것이 필요하고 용인될 수 있었다 할지라도 말이다. 간단히 말해, 워싱턴 신앙의 말과 글이 스스로 말하도록 할 때이다.
전기 작가 배리 슈워츠는 워싱턴의 "기독교 신앙 실천은 제한적이고 피상적이었다. 왜냐하면 그 자신이 기독교인이 아니었기 때문이다. 그의 시대의 계몽주의 전통에서 그는 독실한 이신론자였다. 그를 알던 많은 성직자들이 의심했던 것처럼 말이다."라고 진술했다.
워싱턴의 종교적 신념을 탐구하는 두 권의 책, 피터 앙리크스의 "사실주의적 환상가"와 게리 스콧 스미스의 "신앙과 대통령직"은 워싱턴을 유신론적 합리주의자로 분류하는데, 이는 엄격한 이신론과 정통 기독교 사이의 혼합된 신념 체계로, 합리주의가 지배적인 요소로 묘사된다. 이 용어 자체는 워싱턴 생애 동안 사용된 것으로 알려져 있지 않다.
가톨릭 역사가이자 철학자인 마이클 노박은 워싱턴이 엄격한 이신론자일 수 없었으며, 기독교인이었다고 주장한다.
우리가 증명한 것은, 그리고 꽤나 결정적으로, 워싱턴이 이신론자라고 불릴 수 없다는 것이다—적어도 그가 기독교인이 아니라는 의미에서는 아니다. 비록 그가 가장 자주 이신론자가 사용할 법한 고유명사로 하느님을 불렀다 할지라도—예컨대 "존재했던, 현재 존재하는, 그리고 존재할 모든 선한 것의 저자"와 "모든 인간 사건의 주재자"와 같이—워싱턴이 하느님께 기대했던 행동들은, 그의 공식적인 공적 기도(장군으로서든 대통령으로서든)와 기록된 개인 기도 모두에서 표현된 바와 같이, 오직 성경의 하느님만이 수행하는 종류의 행동이었다: 인간 사건에 개입하고, 죄를 용서하고, 마음을 계몽하고, 풍성한 수확을 가져오고, 선과 악의 싸움에서 한 편을 돕고(이 경우 자유와 자유의 박탈 사이의 싸움), 등등. 18세기 말에는 많은 사람들이 기독교인이자 이신론자였다. 그러나 역사가들이 흔히 말하듯이 워싱턴이 단지 이신론자였다거나, 그가 기도했던 하느님이 이신론적인 하느님처럼 행동할 것이라고 기대되었다고는 간단하게 말할 수 없다.
퓰리처상을 수상한 책 "워싱턴: 삶"의 저자이자 전기 작가인 론 처노는 18세기 버지니아 성공회/성공회 교회를 통해 기독교가 워싱턴의 삶에 지대한 영향을 미쳤음을 인정했다.
워싱턴의 종교적 신념에 대해 매우 큰 논란이 있었다. 독립전쟁 전에는 그는 성공회 교인이었다. 즉, 전쟁 후에는 미국 성공회 교인이었다. 따라서 그는 분명히 기독교인이었다...

그는 상당히 열정적인 종교인이었다. 왜냐하면 그는 '섭리'라는 단어를 사용함에도 불구하고, 섭리를 삶, 특히 미국 생활에서 활동적인 힘으로 끊임없이 보았기 때문이다. 즉, 전쟁에서의 모든 승리를 그는 섭리 덕분으로 돌렸다. 필라델피아 제헌회의의 기적도 섭리 덕분으로 돌렸다. 연방 정부의 창설과 초기 공화국의 번영도 섭리 덕분으로 돌렸다... 나는 그의 편지에서 그가 섭리를 얼마나 자주 언급하는지에 놀랐다. 그리고 그것은 설계와 목적 의식이 있는 섭리인데, 내게는 그것이 매우 종교처럼 들린다... 불행히도 이 특정 문제는 매우 정치화되었다.
2012년 역사학자 그레그 프레이저는 워싱턴이 이신론자가 아니라 "유신론적 합리주의자"라고 주장했다. 이 신학적 입장은 그리스도의 신성, 삼위일체, 원죄와 같은 기독교의 핵심 교리를 거부했다. 그러나 이신론자들과는 달리 유신론적 합리주의자들은 하느님에 대한 기도의 효능을 믿었다.

## 사망 및 장례
임종 자리에서 워싱턴은 목사나 신부를 부르지 않았다. 그의 사후, 그는 미국 성공회의 의례에 따라 장례를 치렀으며, 크라이스트 교회 (알렉산드리아, 버지니아주)의 교구 목사인 토머스 데이비스 목사가 집전했다. 그의 로지 회원들도 프리메이슨 의례를 거행했다.

### 주장된 종교적 개종
가톨릭 자료에 따르면 워싱턴은 임종 직전에 가톨릭으로 개종했다는 확인되지 않은 이야기가 있다. 1883년 가톨릭 출판물에는 "그의 유색인 하인이 포토맥 강둑으로 말을 타고 내려와 ... 메릴랜드주 쪽 선교지에서 한 늙은 예수회 신부를 발견했다"고 나와 있으며, 1900년 5월에는 레너드 닐 신부가 마운트 버넌으로 소환되었다. 닐에 대한 특정 이야기에는 워싱턴이 사망하기 전날 밤, 그의 노예들 중 몇 명이 보트를 타고 메릴랜드주의 성 토마스 영지로 보내졌고, 그곳에서 예수회 영지의 상급자인 닐을 찾았다고 한다. 그들은 그를 배로 마운트 버넌으로 데려갔고, 그곳에서 그는 워싱턴의 고백을 듣고, 조건부 세례를 주고, 그를 가톨릭 교회로 받아들였다. 마틴 이그나티우스 조셉 그리핀은 가톨릭 연구 출판물에서 "닐 신부의 방문 주장은 있을 법하지 않다"며 "워싱턴의 삶에서 그것이 있을 법하다는 믿음의 근거가 전혀 없다"고 진술했다.
또한 미국 혁명 중에 일어났다고 주장되는 또 다른 종교적 개종이 있다. 워싱턴은 대륙군 침례교 군목인 존 게이노에 의해 성인으로 완전 침수 세례를 받았다고 전해진다. 이 세례는 허드슨강 또는 포토맥강에서 일어났다고 다양하게 주장된다. 역사가 메리 V. 톰슨은 침례교 침수 세례 이야기와 가톨릭 임종 개종 이야기 모두를 부정한다.

## 같이 보기
- 조지 워싱턴의 참고 문헌
- 조지 워싱턴 문서 목록
- 미국 대통령의 종교적 소속

## 관련 문헌
- Chernow, Ron (2010). 《Washington: A Life》. Penguin Press. ISBN 978-1-59420-266-7.
- Crowder, Jack Darrell (2017). 《Chaplains of the Revolutionary War: Black Robed American Warriors》. McFarland Publishers. ISBN 978-1-4766-7209-0.
- Washington, George (1931).  Fitzpatrick, John C., 편집. 《The writings of George Washington from the original manuscript sources, 1745–1799, Vol.5》. Washington, U.S. Govt. Print. off.
- Griffin, Martin I. J. (July 1900). 《Did Washington Die A Catholic?》. 《The American Catholic Historical Researches》 17. 123–129쪽. JSTOR 44374155.
- Grizzard, Frank E. (2005). 《The Ways of Providence: Religion & George Washington》. Mariner Companies, Inc. ISBN 9780976823810.
- Morrison, Jeffery H. (2009). 《The Political Philosophy of George Washington》. JHU Press. ISBN 978-0-8018-9109-0.
- Novak, Michael & Jana (2007). 《Washington's God: Religion, Liberty, and the Father of Our Country》. 베이직 북스. ISBN 978-0-7867-2216-7.
- O'Keefe, Kieran J. "Faith before Creed: The Private and Public Religion of George Washington." Journal of Religious History 43.3 (2019): 400–418. https://doi.org/10.1111/1467-9809.12607
- Thompson, Mary V. "In the Hands of a Good Providence": Religion in the Life of George Washington, Charlottesville: University of Virginia Press, 2008. ISBN 9780813927633

### 추가 자료
- Allen, Brooke, Moral Minority: Our Skeptical Founding Fathers, Chicago: Ivan R. Dee, 2006, ISBN 1-56663-751-1
- Boller, Paul, George Washington & Religion, Dallas: Southern Methodist University Press, 1963, ISBN 0-87074-021-0
- Eidsmoe, John, Christianity and the Constitution (Grand Rapids, Missouri: Baker Books House Company, 1987)
- Holmes, David L., The Faiths of the Founding Fathers, Oxford University Press, 2006, ISBN 0-19-530092-0.
- Johnson, William J., George Washington the Christian, (Milford, Michigan: Mott Media 1919, 1976)
- Lillback, Peter, George Washington's Sacred Fire (Providence Forum, 2006).
- Lossing, Benson J., The Pictorial Field-Book of the Revolution (New York: Harper & Brothers, Franklin Square, 1859), Vol. II, p. 215.
- Muñoz, Vincent Phillip. "George Washington on Religious Liberty" Review of Politics 2003 65(1): 11–33. ISSN 0034-6705 Fulltext online at Ebsco.
- Novak, Michael On Two Wings: Humble Faith and Common Sense at the American Founding Encounter Books, 2003, ISBN 1-893554-68-6
- Peterson, Barbara Bennett. George Washington: America's Moral Exemplar, 2005, ISBN 1-59454-230-9.
- The Writings of George Washington, Jared Sparks, editor (Boston: Ferdinand Andrews, Publisher, 1838), Vol. XII, pp. 399–411
- The Religious Opinions of Washington, E. C. M'Guire, editor (New York: Harper & Brothers, 1836).
- The Messages and Papers of the Presidents, James D. Richardson, editor (Published by the Authority of Congress, 1899), Vol. I, pp. 51–57 (1789), 64 (1789), 213-224 (1796), etc.